# John Banville

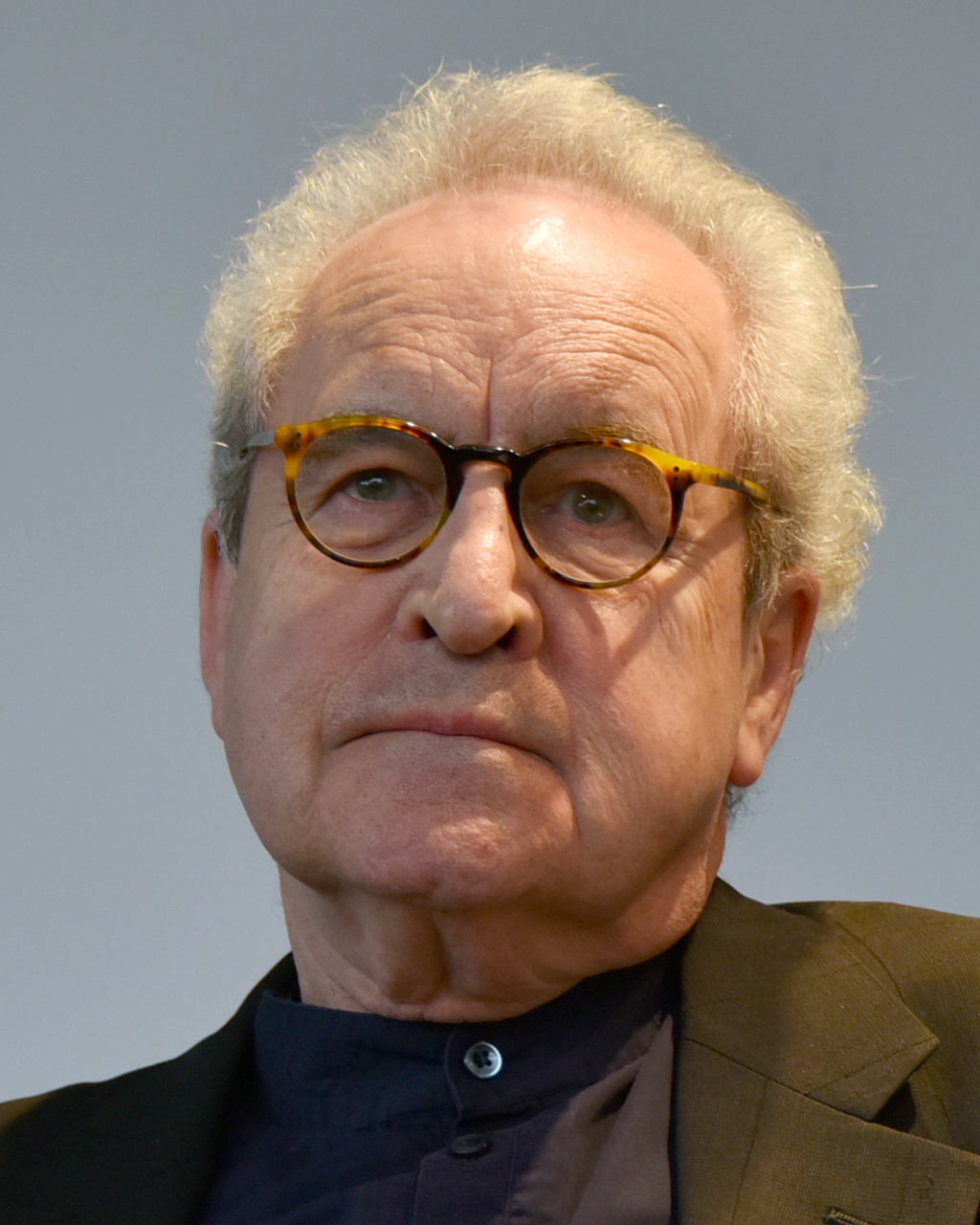
John Banville (2019)

John Banville (* 8. Dezember 1945 in Wexford, Irland) ist ein irischer Schriftsteller und Literaturkritiker englischer Sprache. Für seinen Roman Die See erhielt er 2005 den Man Booker Prize. Unter dem Pseudonym Benjamin Black schreibt er auch Kriminalromane.

## Biografisches
John Banville, Sohn von Agnes und Martin Banville, wuchs im Südosten Irlands in bescheidenen Verhältnissen auf. Er besuchte die katholische Christian Brother's School und das St. Peter's College in Wexford. Mit fünfzehn Jahren begann er Kurzgeschichten zu schreiben. Nach seinem Collegeabschluss arbeitete er bei einer Fluggesellschaft, bei der Britischen Post und in einem Verlag. In den Jahren 1968 und 1969 lebte er in den USA. Nach seiner Rückkehr war er als Journalist bei der Zeitung Irish Press in Dublin beschäftigt. Nebenbei schrieb er Kurzgeschichten und Buchrezensionen. Sein erster Roman Long Lankin wurde 1970 veröffentlicht. Banville machte sich aber in dieser Zeit besonders als Literaturkritiker einen Namen. Von 1988 bis 1999 leitete er als Redakteur den Literaturteil der Irish Times. 1984 wurde er Mitglied der Irish Art Association, der er bis 2011 angehörte. Seitdem arbeitet er als freier Autor und Literaturkritiker.
Der literarische Durchbruch gelang Banville 1976 mit seinem dritten Roman Doctor Copernikus, für den er mit dem James Tait Black Memorial Prize ausgezeichnet wurde. Das Buch erschien 1999 auch in Deutschland. Weitere Romane folgten, die alle große internationale Beachtung fanden. Seinen größten Erfolg hatte John Banville allerdings mit seinem Roman The Sea (Die See), für den er 2005 den Man Booker Prize erhielt. Unter dem Pseudonym Benjamin Black schreibt er seit einigen Jahren auch Kriminalromane. Neben einer Reihe um den Pathologen Quirke verfasste er 2014 einen Roman mit dem klassischen Privatdetektiv Philip Marlowe. John Banville wurde mit vielen Literaturpreisen geehrt. Er ist Mitglied von Aosdána und der Royal Society of Literature. Der Autor lebt und arbeitet in Dublin.

## Rezeption
In Banvilles Romanen stehen meist Männer, oft bereits fortgeschrittenen Alters, im Mittelpunkt, die ihr Leben rückblickend betrachten oder lebensentscheidende Erfahrungen realisieren. Die Werke konzentrieren sich jedoch selten auf (die durchaus verfolgbaren und wohlbeschriebenen) Handlungsverläufe oder Äußerlichkeiten, stattdessen steht häufig die (Nicht-)Erfahrung der Realität durch das Individuum im Vordergrund. Die Leser werden über Realität, Irrealität, Wahrheit, Lüge und Phantasie der Erzählelemente oft im Unklaren gelassen, zum Teil, weil der Erzähler sich über diese selbst im Unklaren ist/scheint. Banville bemerkte sinngemäß einmal, dies sei sein persönlicher Weg zwischen den Großen der irischen Literatur, Samuel Beckett, der „das Nichts“ erzählte, und James Joyce, der „das Alles“ erzählte. Er selbst erzähle eine Geschichte, um dieser anschließend Realität und Boden zu entziehen. Insofern bewegt sich der Autor auf einem schmalen Grat, wo existenzielle Erfahrung und experimentelle Dramaturgie zusammenfinden.
Mit der Veröffentlichung seines Romans Doctor Copernicus beginnt Banville mit einer Reihe von Büchern (z. B. Kepler, Mefisto oder Newtons Brief), die sich mit dem Leben und der Arbeit von Wissenschaftlern und deren Ideen auseinandersetzen. In diesen Romanen ist schon seine Neigung für düstere, geheimnisvolle Charaktere zu erkennen. Noch deutlicher wird das in seiner Trilogie, die aus den Werken Das Buch der Beweise, Geister und Athena besteht. Sie erzählt „über den aus der Ich-Perspektive erzählenden Mörder Freddie Montgomery, einen Schurken von Nabokovschen Dimensionen.“ Neben Vladimir Nabokov stehen auch die beiden großen irischen Literaten Samuel Beckett und James Joyce für die Werke Banvilles Pate.

## Auszeichnungen
John Banville erhielt zahlreiche Auszeichnungen. Die ersten 1976 für Doctor Copernicus und den Guardian Fiction Award für Kepler. 1981 wurde Kepler erneut ausgezeichnet und zwar mit dem Allied Irish Bank Fiction Prize. 1989 erhielt er den Guinness Peat Aviation Award für The Book of Evidence (Das Buch der Beweise), das gleichzeitig in die engere Auswahl (shortlist) für den mit 50.000 britischen Pfund dotierten Booker Prize kam. 2005 erhielt er den Man Booker Prize schließlich für seinen Roman The Sea (Die See) und ein Jahr später für denselben Roman den Irish Book Award. In der Begründung der Booker-Prize-Jury hieß es, das Werk sei eine „meisterhafte Studie von Leid, Erinnerung und wieder bewusst gewordener Liebe“ („a masterly study of grief, memory and love recollected“). Seit 2007 ist er auswärtiges Ehrenmitglied der American Academy of Arts and Sciences und seit 2014 der American Academy of Arts and Letters. 2010 erhielt Banville den Kerry Group Irish Fiction Award für The Infinities, 2011 den Franz-Kafka-Literaturpreis und 2012 erneut einen Irish Book Award für den Roman Ancient Light. 2013 wurde er mit dem Österreichischen Staatspreis für Europäische Literatur ausgezeichnet und erhielt den Irish Book Lifetime Achievement Award. Für 2014 wurde ihm der Prinz-von-Asturien-Preis zugesprochen.

## Werke (Auswahl)

### Romane
- Nightspawn. London: Secker & Warburg, 1971
- Birchwood. London: Secker & Warburg, 1973
- Doctor Copernicus [The Revolutions Trilogy I]. London: Secker & Warburg, 1976 – Doktor Kopernikus. Übers. von Bernhard Robben. Frankfurt am Main: Fischer 1999. ISBN 3-596-13598-2
- Kepler [The Revolutions Trilogy II]. London: Secker & Warburg, 1981 – Übers. von Bernhard Robben. Frankfurt am Main: Fischer 1997. ISBN 3-596-13597-4
- The Newton Letter [The Revolutions Trilogy III]. London: Secker & Warburg, 1982
- Mefisto. London: Secker & Warburg, 1986
- The Book of Evidence [The Frames Trilogy I]. London: Secker & Warburg, 1989 – Das Buch der Beweise. Übers. von Dorle Merkel. Köln: Kiepenheuer & Witsch 1991. ISBN 3-462-02127-3
- Ghosts [The Frames Trilogy II]. London: Secker & Warburg, 1993 – Geister. Übers. von Christa Schuenke. Köln, Kiepenheuer & Witsch 2000, ISBN 3-462-02874-X
- Athena [The Frames Trilogy III]. London: Secker & Warburg, 1995 – Übers. von Lilian Faschinger. Köln: Kiepenheuer & Witsch 1996. ISBN 3-462-02564-3
- The Untouchable. London: Picador, 1997 – Der Unberührbare. Übers. von Christa Schuenke. Köln: Kiepenheuer & Witsch 1997. ISBN 3-462-02638-0
- Eclipse [The Alexander and Cass Cleave Trilogy I]. London: Picador, 2000 – Sonnenfinsternis. Übers. von Christa Schuenke. Köln: Kiepenheuer & Witsch 2002. ISBN 3-462-03135-X
- Shroud [The Alexander and Cass Cleave Trilogy II]. London: Picador, 2002 – Caliban. Übers. von Christa Schuenke. Köln: Kiepenheuer & Witsch 2004. ISBN 3-462-03364-6
- The Sea. London: Picador, 2005 – Die See. Übers. von Christa Schuenke. Köln: Kiepenheuer & Witsch. 2006. ISBN 978-3-462-03717-3
- The Infinities. London: Picador, 2009 – Unendlichkeiten. Übers. von Christa Schuenke. Köln: Kiepenheuer & Witsch 2012. ISBN 978-3-462-04379-2[8]
- Ancient Light [The Alexander and Cass Cleave Trilogy III]. London: Viking Penguin, 2012 – Im Lichte der Vergangenheit. Übers. von Christa Schuenke. Köln: Kiepenheuer & Witsch 2014. ISBN 978-3-462-04595-6
- The Blue Guitar. London: Viking Penguin, 2015 – Die blaue Gitarre. Übers. von Christa Schuenke. Köln: Kiepenheuer & Witsch 2017. ISBN 978-3-462-05025-7
- Mrs Osmond. London: Penguin, 2017
- Snow. London: Faber & Faber, 2020 ISBN 978-1335230003
- April in Spain. London: Faber & Faber, 2021
- The Singularities. London: Knopf, 2022 – Singularitäten. Übers. von Christa Schuenke. Köln: Kiepenheuer & Witsch 2023. ISBN 978-3-462-00352-9
- The Lock-up. London: Faber & Faber, 2023 ISBN 978-0571370979

### Bühnenstücke
- 1994 The Broken Jug: After Kleist (nach Kleists Der zerbrochne Krug)
- 2000 God's Gift: A Version of Amphitryon by Heinrich von Kleist (nach Kleists Amphitryon)
- 2005 Love In The Wars (nach Kleists Penthesilea)

### Kriminalromane unter dem Pseudonym Benjamin Black
- Nicht frei von Sünde, Köln, Kiepenheuer & Witsch 2007. ISBN 3-462-03768-4
- Der silberne Schwan, Köln, Kiepenheuer & Witsch 2009. ISBN 978-3-462-04014-2
- Der Lemur, Reinbek bei Hamburg, Rowohlt 2010. ISBN 978-3-499-25321-8
- Eine Frau verschwindet. Übers. von Andrea O’Brien. Köln, Kiepenheuer & Witsch 2012, ISBN 978-3-462-04467-6 (Originaltitel: Elegy for April, London, Pan Macmillan, 2011)
- Die Blonde mit den schwarzen Augen. Ein Philip-Marlowe-Roman, Köln, Kiepenheuer & Witsch 2015, ISBN 978-3-462-04740-0 (Originaltitel: The Black-Eyed Blonde, London, Pan Macmillan, 2014)
- Tod im Sommer. Übers. von Andrea O’Brien. Köln, Kiepenheuer & Witsch 2016, ISBN 978-3-462-04653-3 (Originaltitel: A Death in Summer, London, Pan Macmillan, 2011)
- Alchimie einer Mordnacht. Übers. von Elke Link, Köln, Kiepenheuer & Witsch 2018, ISBN 978-3-462-04919-0 (Originaltitel: Prague Nights, Viking, 2017)

### Essays, Biografisches
- Der Verrat der Mandoline, 15. November 2008, Neue Zürcher Zeitung
- Spaziergänge durch Dublin. Fotos von Paul Joyce. Übersetzung Christa Schuenke. Kiepenheuer & Witsch, Köln 2019. ISBN 978-3-462-05213-8 (Originaltitel: Time Pieces. A Dublin Memoir, 2016)

## Filmografie
Vorlage
- 2013: Der Pathologe – Mörderisches Dublin: Nicht frei von Sünde (Quirke: Christine Falls)
- 2013: Der Pathologe – Mörderisches Dublin: Der silberne Schwan (Quirke: The Silver Swan)
- 2013: Der Pathologe – Mörderisches Dublin: Eine Frau verschwindet (Quirke: Elegy for April)
- 2022: Marlowe

Drehbuch
- 1984: Verletzte Gefühle  (Reflections)
- 1994: Seascape
- 1999: The Last September
- 2011: Albert Nobbs
- 2013: The Sea
- 2017: Riviera (Fernsehserie, 2 Folgen)